# Jeanne Modigliani
Jeanne Modigliani (Nizza, 29 novembre 1918 – Parigi, 27 luglio 1984) è stata una storica dell'arte e saggista italiana.

## Biografia
Figlia di Jeanne Hébuterne e Amedeo Modigliani, nacque a Nizza ma crebbe, dopo la morte del padre e il conseguente suicidio della madre nel 1920, con la nonna paterna Eugénie Garsin a Livorno.
Si laureò a Pisa in storia dell'arte con una tesi su Vincent van Gogh. Perseguitata dal fascismo in quanto ebrea, si rifugiò a Parigi. Quando la Francia fu occupata dai nazisti entrò nel Maquis, la resistenza francese, venendo anche incarcerata per motivi politici. In quel periodo sposa Mario Levi, fratello di Natalia Ginzburg ed entrambi appartenenti alla culturale e scientifica famiglia Levi-Tanzi. Come racconta la stessa Ginzburg in Lessico famigliare, l'unione fu celebrata per motivi meramente legati alla cittadinanza. I due divorzieranno poco dopo.

### La ricerca sulla propria storia famigliare
Nel 1952, con una borsa di studio del Centro Nazionale della ricerca scientifica, Jeanne intraprese una ricerca su Van Gogh, in Francia e nei Paesi Bassi. Grazie allo studio di Van Gogh sullo stereotipo dell'artista maledetto decide di studiare la vita del padre Amedeo Modigliani e scrisse nel 1958 il libro Modigliani, senza leggenda edito da Vallecchi Editore. Quest’opera smontava le diverse dicerie che gravano sulla memoria del padre, in modo particolare la sua fama di artista maledetto, promossa da figure come André Salmon, autore di Vita e passione di Amedeo Modigliani edito nel 1926. Il testo di Salmon indagava i perché delle eccessive bevute e l'uso di hashish di Modigliani, con interviste e aneddoti ma senza specifiche note biografiche. Da storica invece la figlia Jeanne si attiene ai fatti, pur essendo cosciente che oggettivamente non fosse possibile scriverne una biografia completa. Si sarebbero dovuti mappare tutti gli studi e le abitazioni dove Modigliani aveva vissuto ma, dati i numerosi traslochi, questo non fu possibile. Persino nel diario della madre, che purtroppo s'interrompeva nei periodi più interessanti, alcune vie venivano confuse.
Alcuni elementi erano stati scoperti grazie a un prezioso documento che narrava la storia della famiglia Spinoza e Modigliani dal 1793. Nel complesso il suo studio sfatava varie leggende e imprecisioni:
- il mito della famiglia di filosofi: pareva infatti che Modì si fosse vantato a Parigi di una falsa discendenza da Baruch Spinoza: la bisnonna era una Spinoza, ma non era imparentata con il grande filosofo. Inoltre, non si sposò mai e non ebbe figli.
- La famiglia di banchieri: tutti credevano che la famiglia lo fosse, ma il padre era solo un commerciante. Un antenato aveva effettivamente lavorato per la zecca vaticana, ma solo come responsabile dell'approvvigionamento del rame. Grazie a quel lavoro riuscì a comprare qualche ettaro di terreno, che però gli venne poi espropriato, poiché all'epoca gli ebrei non potevano possedere terre.
- Le origini ebraiche lionesi. Il cognome della madre non era Garcin — come scritto da Salmon — ma Gaslin.
- L'esordio in pittura nel 1898, spinto da un attacco di febbre tifoide. In realtà aveva iniziato prima, nel 1896, solo per passione.
- Il mancato sostentamento della famiglia e dell'abbandono senza sepoltura a Parigi: esisteva una lettera inviata dalla madre all'ultimo mercante d'arte, Zaborowskij, in cui scriveva: "copritelo di fiori, provvederò a rimborsarvi". Il fratello deputato, Emanuele, impiegò un mese per arrivare a Parigi a causa della smobilitazione post-bellica. I viaggi a Firenze e Venezia furono pagati dallo zio Amedeo, mentre quello per Parigi dalla madre, che sostenne sempre il figlio, pur non essendo benestante.
- La leggenda che Modì avesse frequentato l'accademia di nudo da Fattori a Firenze nel 1902 e a Venezia l'anno successivo.
- La leggenda di un Modigliani scultore per ripiego: la scultura fu il suo primo amore, ma dovette rinunciarvi per vari motivi: prima di tutto per la salute, poiché quando arrivò a Parigi era già malato. Scolpire il marmo era troppo faticoso e insalubre, a causa della polvere che si respirava. Inoltre, era più costoso della pittura, per via dei grandi studi necessari. Spesso lo si vedeva scolpire all'aperto, usando pietre portate dagli amici, che poi abbandonava ovunque perché non poteva trasportarle.
- La sua formazione parigina: Modì, secondo i suoi viaggi e i suoi riferimenti, si era formato in Italia, come affermò lo storico dell'arte Enzo Carli. Jeanne documentava come l’unico studio approfondito di Modì fosse sulle sculture trecentesche di Tino di Camaino, prima a Napoli — dove soggiornò per riprendersi da una convalescenza — e poi a Firenze.

Il suo costante impegno per ottenere un riconoscimento ufficiale del valore dell'opera paterna ottenne un importante successo nel 1981, quando a Parigi allestì la mostra più completa di Modigliani sino ad allora tenutasi: oltre duecentocinquanta opere fra dipinti, sculture, gouaches e disegni.
Nel 1983 creò l'associazione culturale Archives Légales Amedeo Modigliani e nominò Christian Parisot, curatore scientifico della Fondazione, suo successore ufficiale.
Morì nel 1984 a Parigi (tre giorni dopo il ritrovamento a Livorno delle tre teste false erroneamente attribuite a Modigliani) per emorragia cerebrale in seguito a una caduta. Era divorziata e lasciò due figlie, Anne e Laure: aveva sposato Mario Levi, fratello di Natalia Ginzburg, come si legge nel libro Lessico famigliare.
Malgrado le polemiche sorte in occasione della mostra organizzata dai Musei Civici Livornesi su Amedeo Modigliani proprio in quell'anno, a causa della esposizione di alcune opere da lei ritenute non attribuibili all'artista, Jeanne Modigliani aveva espresso il progetto di tornare in questa città in settembre per occuparsi dell'ipotesi del trasferimento degli archivi personali di Amedeo Modigliani, anche se la donazione di tutto il materiale era subordinata alla creazione di una Fondazione Modigliani.
Dopo la sua morte l'attività degli Archives Légales Amedeo Modigliani è proseguita ad opera di Christian Parisot.